# Lieux habités par les Ruthènes

Sous-ethnies des Rusyns.

Les lieux habités par les Ruthènes comprennent ou ont compris les lieux suivants, qu'ils partagent avec d'autres peuples :
Groupe septentrional ou verkhovinets : « Ruthènes montagnards, carpatiens » ou « carpathiques » :
- Slovaquie orientale : région de Prešov ;
- Ruthénie subcarpathique : actuel oblast de Transcarpatie en Ukraine, après avoir été de 1919 à 1939 tchécoslovaque, et jusqu'en 1918 hongroise au sein de l'Autriche-Hongrie ;
- pays des Lemko, des Boyko et des Houtsoules :
  - en Pologne et Ukraine : historiquement la voïvodie ruthène ou « Ruthénie rouge » (correspond aujourd'hui à la voïvodie des Basses-Carpates, à l'Est et au Sud de la voïvodie de Petite-Pologne et à une partie de l'Ukraine occidentale) ;
  - en Roumanie le long de la frontière entre la Roumanie et l'Ukraine (dans les județ du Maramureș et de Suceava).

Groupe méridional ou dolinyanine : « Ruthènes des plaines, pannoniens » ou « pannoniques » :
- Ce sont ceux qui, par l'exode rural à partir des Carpates, se sont dispersés dès le XVIIIe siècle à travers l'empire d'Autriche comme bûcherons et ouvriers agricoles, et dont les descendants vivent aujourd'hui en Hongrie, Croatie, Bosnie-Herzégovine, Serbie (Voïvodine) et Roumanie (Banat).